# Hrydki (przystanek kolejowy)
Hrydki (ukr. Гредьки, ros. Гредьки) – przystanek kolejowy w pobliżu miejscowości Hrydki, w rejonie kowelskim, w obwodzie wołyńskim, na Ukrainie. Leży na linii Kijów – Kowel – Brześć.